# لیدرتسینگ
لیدرتسینگ (به فرانسوی: Lidrezing) یک کمون در فرانسه است که در Canton of Dieuze واقع شده‌است.

## خصوصیات
لیدرتسینگ ۱۰٫۰۴ کیلومترمربع مساحت و ۸۱ نفر جمعیت دارد و ۱۰۴ متر بالاتر از سطح دریا واقع شده‌است.